# National Fish and Wildlife Foundation
Die National Fish and Wildlife Foundation (NFWF) ist eine staatliche US-amerikanische Naturschutzorganisation. 
Die Organisation wurde 1984 vom Kongress der Vereinigten Staaten gegründet und arbeitet am Schutz und der Bewahrung des nationalen Naturerbes. Die NFWF verwaltet die nationalen Ausgaben für Naturschutz und verbindet diese in Projekten mit privaten Spendern. Sie ist eine der größten finanziellen Förderorganisationen für Naturschutz in den USA und unterstützt hunderte wissenschaftlich fundierte angewandte Projekte, die dem Naturschutz dienen.

## Weblink
- Offizielle Website